# Sandor Szondi
Sandor Szondi, né le 25 août 1920 à Budapest et mort le 9 juillet 1997 à Woluwe-Saint-Lambert, est un homme politique belge d'origine hongroise.

## Biographie
Il grandit dans une famille d'accueil flamande et est naturalisé en raison de ses activités au sein de la Résistance[réf. nécessaire].
Il étudie le droit et opte pour une carrière au ministère des Transports. Ce sont ses propres expériences en tant que fonctionnaire à Bruxelles qui lui ouvrent les yeux quant au traitement des néerlandophones dans la capitale belge, qu'il juge injuste, et qui l'incite à prendre des initiatives pour améliorer la position des Flamands. Il fonde le Verbond van Vlaams Overheidspersoneel (une association de fonctionnaires flamands) et le Centraal Secretariaat van Vlaamse Verenigingen (Secrétariat central des associations flamandes). Il est également rédacteur de plusieurs revues.
Sandor fait connaître son opinion sur un nombre de sujets par l'intermédiaire de conférences et d'articles envoyés aux journaux. En 1969, il fonde une école maternelle flamande à Bruxelles. Szondi est conseiller communal pour le CVP (le parti chrétien-démocrate flamand) à Etterbeek, la commune où il entre souvent en conflit avec la majorité de langue française. En raison de sa contribution au mouvement flamand, il reçoit mainte distinction.